# Uirapuru (symfonisch gedicht)
Uirapuru is een symfonisch gedicht gecomponeerd door Heitor Villa-Lobos, W133,
uit 1917. De Uirapuru is een Zuid-Amerikaanse zangvogel, de Cyphorhinus aradus. In dit werk wordt een Indiaanse Uirapurumythe, waarvan er meerdere bestaan, uitgebeeld in muziek.

## Synopsis
Een legendarische betoverde vogel, Uirapuru, die door de Braziliaanse Indianen als de koning van de liefde wordt beschouwd, lokt iedere nacht met zijn wonderlijk gezang de mensen het oerwoud in. Op een keer komen ze dan een ongelofelijk lelijke man tegen, die op een neusfluitje speelt. Vol afkeer over de verschijning van de man geven ze hem een pak slaag en jagen hem weg. Ze vervolgen hun zoektocht, terwijl alle dieren van het woud, — glimwormen, krekels, uilen — toekijken. Dan verschijnt er een mooie Indiaanse, gewapend met pijl-en-boog, die Uirapuru opjaagt en hem door het hart schiet. De vogel verandert daarop in een knappe jongeman. Als de uitgelaten groep, samen met de twee jongelieden, het woud wil verlaten, horen ze het geluid van een neusfluit naderbij komen. De Indianen, die de wraak van de oude man vrezen, verbergen zich. Alleen Uirapuru durft de confrontatie aan, maar wordt door de oude door het hart geschoten. Treurende Indiaanse meisjes dragen het lichaam daarop naar een bron, maar als ze het daar op de grond neerleggen verandert het weer in de vogel die het eens was. Deze vliegt terug het Amazonewoud in, terwijl het nog eens zijn betoverende lied laat horen.

## Uitvoering
Villa-Lobos gebruikt voor dit werk een aantal inlandse slaginstrumenten, zoals de coco (gemaakt van kokosnoten) en de reco-reco om de sfeer van een Zuid-Amerikaans oerwoud op te roepen. Het werd in 1934 opgedragen aan de choreograaf Serge Lifar
en voor het eerst uitgevoerd op 25 mei 1935 in Buenos Aires, ter gelegenheid van een galavoorstelling ter ere van het bezoek van de Braziliaanse president Vargas aan Argentinië. Uitvoerenden waren het orkest en ballet van het Teatro Colon onder leiding van de dirigent zelf.

## Orkestratie
- 1 piccolo, 2 dwarsfluiten, 2 hobo’s, 1 althobo, 2 klarineten, 1 basklarinet, 2 fagotten, 1 contrafagot
- 1 sopraansaxofoon
- 4 hoorns, 3 trompetten, 3 trombones, 1 tuba
- pauken, man/vrouw percussie (tom-tom, bellen, reco-reco, kokosnoten, grote trom, tamboerijn, bekkens, glockenspiel, xylofoon, violionophone), 2 harpen, 1 piano, 1 celesta
- violen, altviolen, celli, contrabassen

De violinophone is een viool voorzien van een beker zoals bij koperblaasinstrumenten; het geeft de vioolklank een vogelachtige zang mee. Het instrument is "uitgevonden" door de componist. Er is ook een versie voor solopiano.